# أسود الحسين
قوات حماة سوريا – أسود الحسين عرفت سابقًا باسم لواء أسود الحسين ويختصر أحيانًا إلى أسود الحسين، هي ميليشيا علوية تقاتل من أجل الحكومة البعثية خلال الحرب الأهلية السورية. ونشأت بوصفها شبيحة و‌منظمة إجرامية تعمل في محافظة اللاذقية منذ ثمانينات القرن العشرين، ولم تعتمد اسمها الحالي ومظهرها إلا في عام 2015".